# Riesenstein (Roskilde)
Der Riesenstein von Roskilde (dänisch Kæmpesten Roskilde) wurde vor der Roskilde Halle (einer Sporthalle mit 3000 Plätzen) deponiert. Der Stein war beim Bau der Halle im Weg und wurde versetzt. 
Der Findling hat, einen Meter über dem Boden gemessen, einen Umfang von 10,6 m. Der Stein aus rotgrauem mittelkörnigem homogenem Granit ist 4,5 m lang, 2,0 m breit und 2,8 m hoch, Das berechnete Volumen beträgt 13,2 m³, was einem Gewicht von etwa 35 Tonnen entspricht. In den Stein ist „1. August 1959“, der Tag der Einweihung der Halle, eingraviert.